# 最後の晩餐 (エル・グレコ)
『最後の晩餐』（さいごのばんさん、ギリシア語: La última cena）は、エル・グレコの絵画作品。受難前日の最後の晩餐におけるイエスと使徒たちの姿を描いたものである。描れている空間は狭小で、奥の方はあたかも中空に吊り上げられているかのような印象を与える。

## 分析
エル・グレコの遠近法への関心が、この作品では特に強調されており、描かれた場面には、いくつもの扉と、タイルが配置されている。人物はテーブルクロスがかけられた食卓の周りに配され、イエス・キリストと彼の赤い衣装が、そこに光があたるように、群を抜いて目立つように描かれている。使徒たちの態度は、様々なモデルの姿や、色彩を用いて、効果を上げている。
東方のワニスが施され、素早い筆さばきながら、エル・グレコが制作した作品の中でも最も特徴的な筆致が認められる。